# كارين توماس
كارين توماس هي متزحلقة سويسرية، ولدت في 3 أكتوبر 1961 في Brusio ‏ في سويسرا.

## وصلات خارجية
- كارين توماس على موقع الاتحاد الدولي للتزلج (التزلج الريفي) (الإنجليزية)
- كارين توماس على موقع أوليمبيديا (الإنجليزية)